# Дъглас C-47 Скайтрейн
Douglas C-47 Skytrain (Скайтрейн) или Dakota (означение на Кралските военновъздушни сили) е американски военно-транспортен самолет, който е развитие на известния DC-3 за нуждите на армията. Приет е на въоръжение в Кралските военновъздушни сили (Великобритания) под името Dakota. Основен транспортен самолет на съюзните сили по време на Втората световна война. Извършва първия си полет на 23 декември 1941 г., произведени са около 10 000 екземпляра. След края на войната дълго време остава на въоръжение в много страни. Отделни екземпляри продължават да се експлоатират и в началото на 21 век.

## История
Конструираният в Douglas Aircraft Company под ръководството на гл. инженер Arthur E. Raymond самолет DC-3 е въведен експлоатация от юни 1936 г. Високите му експлоатационни и полетни качества налагат тази машина във въздушния транспорт и нуждата от военно-транспортен самолет по време на Втората световна война са причина за преоборудването му, както и някои несъществени промени във фюзелажа за по-лесно натоварване и транспортиране на товари. Така се появява модификацията С-47. Пренася полезен товар 4535 kg или 28 души с военното им снаряжение. Skytrain (в превод от англ. – „небесен влак“) участва активно във всички военни операции през 40-те години, проведени от британската и американската армии в Европа – над Холандия, Сицилия и Нормандия. През 50-те години участва във военни операции във войната в Корея и Виетнам. За високата ефективност на тази машина е показателен случаят с използването му по време на Берлинската блокада – една от първите сериозни кризи на Студената война. По нареждане на Сталин се блокират водните, жп и шосейни пътища към Западен Берлин, с което се обрича населението на този град. Западните съюзници – САЩ, Франция и Великобритания, от 28 юни 1948 до 11 май 1949 г. създават т. нар. „въздушен мост“, по който с товарни самолети Douglas C-47 Skytrain и Douglas С-54 (на базата на DC-4) извършват 278 228 полета и доставят 2 326 406 тона товари за жителите на Западен Берлин. Само въглищата, доставени по въздуха, са повече от 1,5 млн. тона. По време на тази грандиозна транспортна операция са загинали 31 американски и 39 британски летци.

## Конструкция
Базовият модел за създаването на С-47 е DC-3. За превръщането му във военно-транспортен самолет са внесени промени във фюзелажа (конструирана е по-голяма врата) за по-бързото натоварване на голямогабаритни товари, военно оборудване и войници. Салонът е пригоден за транспорт на парашутисти и десантчици. Увеличен е обемът на резервоарите за гориво. С тази реконструкция в техническите характеристики на DC-3 има следната промяна:

- намалено е теглото на празен самолет с 600 kg до 7700 kg,
- увеличена е далечината на полета до 2415 km.